# Tim-Kevin Ravnjak
Tim-Kevin Ravnjak (* 5. November 1996 in Velenje) ist ein ehemaliger slowenischer Snowboarder. Er startete in den Freestyledisziplinen.

## Werdegang
Ravnjak nahm von 2007 bis 2018 an Wettbewerben der Ticket to Ride World Snowboard Tour teil. Dabei erreichte er bis 2009 bei Anfängerveranstaltungen der Burton AM Tour mehrere Podestplatzierungen im Slopestyle. Sein erstes FIS-Weltcuprennen fuhr er im November 2009 in Saas-Fee, welches er auf dem 49. Platz auf der Halfpipe beendete. Im Februar 2009 siegte er beim Protest Balkan Rookie Fest in Mokra Gora. In der folgenden Saison folgten weitere Siege bei Juniorenrennen. Bei den Snowboard-Weltmeisterschaften 2011 in La Molina errang er den 25. Platz auf der Halfpipe. Im März 2011 erreichte er in Arosa mit dem neunten Rang auf der Halfpipe seine erste Top-Zehn-Platzierung im FIS-Weltcup. Bei den Snowboard-Juniorenweltmeisterschaften 2011 in Chiesa in Valmalenco holte er Silber im Slopestyle. Im Januar 2012 siegte er im Rail Jam bei den Audi Snowboard Series in Laax. Eine Woche später holte er bei den Olympischen Jugend-Winterspielen 2012 in Kühtai Silber auf der Halfpipe. Bei den Snowboard-Juniorenweltmeisterschaften 2012 in Sierra Nevada gewann er Gold und bei den Snowboard-Juniorenweltmeisterschaften 2013 in Erzurum Silber auf der Halfpipe. In Stoneham kam er bei den Snowboard-Weltmeisterschaften 2013 auf den 24. Platz im Slopestyle und den 22. Rang auf der Halfpipe. In der Saison 2013/14 erreichte er bei der World Snowboard Tour mehrere Top-Zehn-Resultate. Im Februar 2014 belegte er bei seiner ersten Olympiateilnahme in Sotschi den achten Platz auf der Halfpipe. Bei den folgenden Snowboard-Juniorenweltmeisterschaften 2014 in Chiesa in Valmalenco gewann er Gold auf der Halfpipe. Die Saison beendete er auf dem dritten Rang in der Tourgesamtwertung. Zu Beginn der Saison 2014/15 errang er auf der Halfpipe bei den Burton High Fives in Cardrona den vierten Platz. Bei den Snowboard-Weltmeisterschaften 2015 am Kreischberg gewann er Bronze auf der Halfpipe. Im folgenden Jahr belegte er bei den X-Games Oslo 2016 den 11. Platz im Halfpipe-Wettbewerb. Bei den Snowboard-Weltmeisterschaften 2017 in Sierra Nevada kam er auf den 31. Platz in der Halfpipe, auf den 28. Rang im Big Air sowie auf den 20. Platz im Slopestyle und bei den Olympischen Winterspielen 2018 in Pyeongchang auf den 16. Platz in der Halfpipe.